# Sphaerostephanos subcordatus
Sphaerostephanos subcordatus är en kärrbräkenväxtart som beskrevs av Holtt. Sphaerostephanos subcordatus ingår i släktet Sphaerostephanos och familjen Thelypteridaceae. Inga underarter finns listade.